# Яни Пировски
Яни Пировски  е гръцки партизанин и деец на Народоосвободителния фронт.

## Биография
Яни Пировски е роден в 1923 година в костурското село Косинец, Гърция. В 1938 година става член на Федерацията на комунистическата младеж на Гърция. В 1943 година е секретар на Националната общогръцка огранизация на младежите за Корещата, а по-късно същата година става член на Костурския окръжен комитет на организацията. Влиза в СНОФ. През август 1944 година е в Леринско-костурският македонски народоосвободителен батальон „Гоце“, а след това в Първа егейска ударна бригада, в която е младежки ръководител на батальон. Като член на младежката делегация на Първа бригада участва на Втория конгрес на македонската младеж в Скопие на 6/7 януари 1945 година. От май 1945 година е член на секретариата на окръжния комитет на НОФ за Костурско. От втората половина на 1946 година е член на окръжния комитет на КПГ за Костурско и на Изпълнителния комитет на ЕАМ за Костурско. От декември 1947 година се лекува в Тирана, Албания. От октомври 1948 година е в 9-а дивизия на ДАГ, като отговаря за македонските проблеми в 107-а бригада. Загива на 12 февруари 1949 година в Битката за Лерин.
Съпруга на Яни Пировски е Урания Юрукова.